# Добешево (Поморське воєводство)
Добешево (пол. Dobieszewo, нім. Groß Dübsow) — село в Польщі, у гміні Дембниця-Кашубська Слупського повіту Поморського воєводства.
Населення — 303 особи (2011).
У 1975-1998 роках село належало до Слупського воєводства.

## Демографія
Демографічна структура станом на 31 березня 2011 року:
|          | Загалом | Допрацездатний вік | Працездатний вік | Постпрацездатний вік |
| -------- | ------- | ------------------ | ---------------- | -------------------- |
| Чоловіки | 159     | 31                 | 112              | 16                   |
| Жінки    | 144     | 33                 | 80               | 31                   |
| Разом    | 303     | 64                 | 192              | 47                   |